# Chrysanthios von Sardes
Chrysanthios von Sardes (altgriechisch Χρυσάνθιος ὁ ἐκ Σάρδεων Chrysánthios ho ek Sárdeōn; * um 310; † um 390 in Sardes) war ein spätantiker Philosoph. Er gehörte der neuplatonischen Richtung an und war einer der Lehrer des römischen Kaisers Julian.

## Leben
Chrysanthios stammte aus einer sehr vornehmen Familie seiner Heimatstadt Sardes in Kleinasien. Sein Großvater Innocentius war als einflussreicher juristischer Schriftsteller hervorgetreten. Chrysanthios verlor früh seinen Vater. Er begab sich nach Pergamon, wo er Schüler des angesehenen neuplatonischen Philosophen Aidesios wurde. Aidesios war ein Schüler des berühmten Neuplatonikers Iamblichos und hatte nach dessen Tod eine eigene Schule eröffnet. Zu den Mitschülern des Chrysanthios in Pergamon gehörten die Philosophen Maximos von Ephesos, Eusebios von Myndos und Priskos. Neben den Lehren Platons und des Aristoteles, die in neuplatonischem Sinne gedeutet wurden, waren auch religiöse Praktiken (Theurgie) Unterrichtsstoff. Ferner studierte Chrysanthios auch Rhetorik.
Im Jahr 351 suchte der spätere Kaiser Julian Aidesios auf, nachdem ihm dessen Ruhm zu Ohren gekommen war. Zunächst nahm Julian am Unterricht des schon betagten Aidesios teil und war davon begeistert, doch später übertrug Aidesios wegen seines fortgeschrittenen Alters die Aufgabe, Julian zu unterweisen, seinen Schülern Chrysanthios und Eusebios; Maximos hielt sich damals in Ephesos auf, Priskos in Griechenland. So wurde Chrysanthios Lehrer dieses prominenten Philosophieschülers. Nach einiger Zeit ging Julian nach Ephesos, um dort bei Maximos seine Ausbildung fortzusetzen. Auf Wunsch des Maximos übersiedelte Chrysanthios nach Ephesos, um für Julian weiterhin als Lehrer zur Verfügung zu stehen. Das Studium der neuplatonischen religiösen Philosophie schuf die weltanschauliche Grundlage für Julians Abwendung vom Christentum, die in diesen Jahren erfolgte; nominell war er weiterhin Christ.
Nach seinem Herrschaftsantritt wollte Julian, der sich nun um die Erneuerung der alten Religion auf neuplatonischer Basis bemühte, seine einstigen Lehrer in seiner Umgebung haben. Er holte Maximos an seinen Hof; Chrysanthios hingegen lehnte die Einladung des Kaisers ab. Er ließ sich nicht umstimmen, sondern blieb in seiner Heimatstadt Sardes, wo er Unterricht erteilte. Julian ernannte ihn zum Oberpriester (archiereús) der Provinz Lydia, deren Hauptstadt Sardes war, und bevollmächtigte ihn zur Ernennung der dortigen Priester. Von den mit diesem Amt verbundenen Vollmachten machte Chrysantios nur zurückhaltend und diskret Gebrauch, da er die Christen nicht provozieren wollte, denn er schätzte die Machtverhältnisse realistisch ein und rechnete damit, dass die Christen sich schließlich wieder durchsetzen würden.
Chrysanthios hatte mit seiner Frau Melite einen Sohn, dem er den Namen seines Lehrers Aidesios gab. Sein Schüler und Biograph Eunapios, der ein Vetter Melites war, rühmt Chrysanthios’ und Melites philosophische Haltung angesichts des frühzeitigen Todes ihres begabten Sohnes, der im Alter von etwa zwanzig Jahren starb. Eunapios, der schon seit seiner Kindheit von Chrysanthios ausgebildet worden war, blieb bis zum Tod seines Lehrers und Freundes in dessen Umgebung. Die bekanntesten Schüler des Chrysanthios waren Beronikianos von Sardes und Epigonos von Sparta, die nach seinem Tod den Lehrbetrieb in Sardes fortsetzten.
Eunapios rühmte die Fähigkeiten und Tugenden des Chrysanthios, die dem traditionellen Ideal eines Philosophen entsprachen. Dazu gehörten eine einfache Lebensführung, bescheidenes Auftreten, Umgänglichkeit, Umsichtigkeit und Gelassenheit, eine freimütige, geradlinige Haltung, Geschick in der philosophischen Diskussion und eine ausgezeichnete Bildung. Außerdem ist den Worten des Eunapios zu entnehmen, dass Chrysanthios die Abneigung des Priskos gegen philosophische Kontroversen teilte.